# Vitaxa
Un vitaxa en latín, pero también bidaxsh, bidajsh o pitiajsh era un título de origen iranio atestiguado en varios idiomas desde el siglo I al VIII.
La palabra se tomó prestada al armenio como bdeašx (բդեաշխ) y al georgiano como pitiaxshi (პიტიახში) y patiaxshi (პატიახში).
Sería un título similar a un marqués, margrave o toparca. El título fue especialmente prominente en Armenia y Georgia, siendo utilizado por el gobernador militar de una provincia. Fue un título hereditario de las dinastías de Gugark.

## Historia
El término aparece en inscripciones de varias regiones del Cáucaso, Irán e Irak. Desde el sitio de Armazi, en la actual Georgia, se han encontrado varias menciones al título como en una inscripción en una lápida del siglo I, en una inscripción bilingüe en el siglo II, en una inscripción en un sello y en un cuenco de plata, ambos del siglo III. También hay otro cuenco de plata descubierto en Bori, Georgia. En Hatra, Irak, se encontraron dos inscripciones en arameo de los siglos I-III donde se menciona, una en una estatua y la otra en una inscripción conmemorativa. En Irán aparece en la inscripción trilingüe de Sapor I (r. 240-270) en el Cubo de Zoroastro de 262, en la inscripción de Paiculi de Narsés de Armenia (r. 293-302) escrita entre 293 y 296 y en el nombre de un comandante sasánida del siglo VI, citado por Procopio de Cesarea. En Armenia aparece en la inscripción de un sello y es citado por algunos historiadores antiguos como Agathangelos o Fausto de Bizancio. El título también es mencionado en el siglo IV en la obra de Amiano Marcelino y como un título alano (itaxes).
Había vitaxas como señores de las marcas del reino de Armenia (sahmanakał) y un 'gran vitaxa' como alto cargo cortesano. Las fuentes clásicas citan que c. 300 había cuatro marcas (Arabia, Iberia, Asiria y Media) regidas por los grandes vitaxas y otros, pero la relación entre los títulos es incierta. En Arzanena, por ejemplo, era hereditario y se pasaba a familiares de los gobernantes. En las inscripciones sasánidas, las listas de dignatarios bajo Ardacher I (r. 224–242) y Sapor I mencionan el título de  vitaxa como el de la más alta dignidad después de los miembros de la casa real, incluso antes que los representantes de otras familias nobles. En la inscripción de Paiculi, entre los dignatarios que aclamaron a Narsés como sah está el vitaxa Pabaco, pero en este caso es precedido por un azarapates.

## Biblioteca
- Rapp, Stephen H. (2014). The Sasanian World through Georgian Eyes: Caucasia and the Iranian Commonwealth in Late Antique Georgian Literature. Ashgate Publishing, Ltd. ISBN 978-1472425522.
- Sundermann, Werner (1989). «Bidaxš». Encyclopaedia Iranica, Vol. IV, Fasc. 3. p. 242–244.

- Datos: Q30935699